# 尊胜寺 (武川)
尊胜寺，又名班第达召（或稱班定召），俗名老爷庙，位于内蒙古自治区呼和浩特市武川县哈乐镇永和泉村，是一座藏传佛教格鲁派寺院。班第达召是呼和浩特地区“七大召”之一。

## 历史
呼和浩特市以北是阴山山脉大青山段，大青山段主峰俗称“料木山”（又叫“了目山”），料木山海拔2050米，山间有哈拉沁沟。在哈拉沁沟上游、料木山北面，有尊胜寺，当地人称“班定召”。
尊胜寺初称“班定召”。据说该寺始建于清朝顺治年间。但据史料记载，清朝康熙元年（1662年），第一世札雅班第达受五世达赖派遣，自西藏到喀尔喀蒙古札萨克图汗部，收沙比纳尔等160多人为徒。康熙帝在札雅班第达入觐朝见时，面谕札雅班第达同弟子选择在归化城（今呼和浩特市旧城区）附近适宜处建寺居住。札雅班第达乃选定哈拉沁沟上游，即今武川县哈乐镇永和泉村附近建寺。
据该寺清朝道光年间重修时的碑文载，尊胜寺是札雅班第达在康熙元年（1662年）所建。康熙三十六年（1697年）扩建，同年康熙帝第三次亲征噶尔丹大胜，康熙帝乃为扩建后的班定召赐名“尊胜寺”，民间仍称其为“班定召”。因尊胜寺驻有札雅班第达，故又称“班第达召”。该寺俗称“老爷庙”。
据说，尊胜寺是按照归化城无量寺（即大召）的形制设计施工。前面正中为山门，两侧为前殿，供奉四大天王像。自山门入院，院内有个大香炉。正面的大殿为跳台式三层楼，内供五神像，东西为廊房，全寺共81间禅房。后因原有廊房不敷使用，又在寺西新建一处大院，供僧人和香客居住，故当地人将东部的寺庙称作东庙院，而将西边这处新建的大院称作西庙院。西庙院西北角有座和正殿一样高的白塔。此后尊胜寺多次修缮，僧人最多时达三、四百人。随清朝灭亡，尊胜寺也日益衰败，“近百年来，始渐凋残”，“只因丧乱屡经，饥僧四散，一方名胜，渐失旧观”。民国三十六年（1947年），尊胜寺仅剩12个喇嘛，后来该寺喇嘛全无。1950年代末期，尊胜寺东庙院的建筑几乎全部被毁。文革时期，1970年代初，尊胜寺被全部毁灭，连寺内300多年的古榆树也被毁灭。尊胜寺旧址连残垣断壁也荡然无存，仅剩瓦砾。紧临尊胜寺遗址西侧是个叫“召滩”的小村。
2004年起，尊胜寺开始恢复重建，由私人出资。自2006年起，嘉萨格西第四世活佛九眉昙空尖措着手恢复尊胜寺，2007年9月大雄宝殿落成。2007年11月7日，尊胜寺举行第一次开光大典，为大雄宝殿开光，青海塔尔寺的罗桑多杰金刚上师主持大典。此后，山门外台阶、山门、宗喀巴大师殿（大经堂）、护法殿、禅房、四臂观音铜像、度母殿、文殊殿、弥勒殿、八宝塔等全部落成。2014年9月23日，尊胜寺举行第二次开光大典，为新落成的文殊殿及八宝塔等开光，罗桑多杰金刚上师主持大典。
2016年4月16日，尊胜寺举行“携手尊胜寺·同植祈福树”大型公益植树活动，共200多名信众参加。这也是该寺2015年部分寺院对外开放后第一次植树活动。2016年4月16日，尊胜寺正式宣布全面对外开放。

## 建筑
21世纪初，尊胜寺经重建后的建筑主要有：
- 台阶：位于山门外，共198级，象征吉祥。[5]
- 山门：尊胜寺前面正中为山门，两侧为前殿，供奉四大天王像。[5]
- 大雄宝殿：2007年9月建成。[5]
- 宗喀巴大师殿（大经堂）：供奉宗喀巴大师。[5]
- 护法殿[5]
- 禅房[5]
- 四臂观音铜像：总高19.6米。[5]
- 度母殿[5]
- 文殊殿：2014年建成。[5][7]
- 弥勒殿[5]
- 八宝塔：2014年建成。[5][7]